# Eden Sher
Rebecca Eden Sher (Los Angeles, 26 dicembre 1991) è un'attrice statunitense, conosciuta soprattutto per aver interpretato Sue Heck nella situation comedy statunitense The Middle.

## Carriera
Sher è apparsa a soli otto anni al The Tonight Show condotto da Jay Leno e in alcuni spot pubblicitari. Ha interpretato anche il ruolo di Gretchen nella seconda stagione di Weeds e il ruolo di Sue Heck nella sit-com The Middle.

## Filmografia

### Cinema
- Stuck, regia di Jamie Babbit, cortometraggio (2001)
- Veronica Mars - Il film (Veronica Mars), regia di Rob Thomas (2014)
- Le reiette (The Outcasts), regia di Peter Hutchings (2017)
- Step Sisters, regia di Charles Stone III (2018)

### Televisione
- The O.C. - serie TV, episodio 4x11 (2003)
- Weeds - serie TV, episodio 8 (2006)
- Sons & Daughters - serie TV, episodi 11 (2006-2007)
- The Middleman - serie TV, episodio 1x06 (2008)
- Party Down - serie TV,  episodio 1x01 (2009)
- Sonny tra le stelle (Sonny with a Chance) - serie TV, episodio 1x06 (2009)
- The Middle - serie TV (2009-2018)
- Stalker Chronicles - webserie (2010)
- Coppia di re (Pair of Kings) - serie TV, episodio 3x15 (2012)
- Lizzie & Ali, a (Mostly) True Story - webserie (2013)
- Scotch Moses - weberie (2014)
- Sing It! - serie TV (2016)
- Superstore - serie TV (2018)
- Jane the Virgin - serie TV (2019)
- How I Met Your Father - serie TV, episodio 2x04 (2023)

### Doppiatrice
- Marco e Star contro le forze del male (Star vs. the Forces of Evil) - serie animata TV (2015-2019)
- Robot Chicken - serie animata TV (2018)

## Doppiatrici italiane
Nelle versioni in italiano dei suoi film, Eden Sher è stata doppiata da:
- Monica Vulcano in The Middle
- Giulia Franceschetti in Sonny tra le stelle

Da doppiatrice è sostituita da:
- Monica Vulcano in Marco e Star contro le forze del male